# Jabłoń Kościelna (przystanek kolejowy)
Jabłoń Kościelna – przystanek kolejowy we wsi Jabłoń-Jankowce, tuż za wjazdem od strony Jabłoni Kościelnej, w gminie Nowe Piekuty, w powiecie wysokomazowieckim, w województwie podlaskim, w Polsce. Według klasyfikacji PKP ma kategorię dworca lokalnego. Znajdują się tu 2 niskie perony boczne:
- peron 1 o długości 212 metrów obsługujący pociągi w kierunku Białegostoku,
- peron 2 o długości 300 metrów obsługujący pociągi w kierunku Szepietowa[2].

Perony wyposażone są w oświetlenie i gabloty z rozkładem jazdy pociągów. Zlokalizowane są po zachodniej stronie przejazdu kolejowo-drogowego kategorii B w ciągu drogi powiatowej nr 2064B. Pomiędzy peronem 1 i ww. drogą znajduje się niewielki dworzec kolejowy, który jest objęty ochroną konserwatorską.
Przystanek jest obsługiwany przez pociągi osobowe spółki Polregio relacji Białystok – Szepietowo – Białystok. Tabor wykorzystywany w tych połączeniach to zmodernizowane elektryczne zespoły trakcyjne serii EN57AL. Według rozkładu jazdy 2019/20 w dzień roboczy uruchamianych było 11 par takich połączeń.

## Ruch pasażerski[6]
| Rok  | Wymiana pasażerska na dobę |
| ---- | -------------------------- |
| 2017 | 50-99                      |
| 2018 | 50-99                      |
| 2019 | 50-99                      |
| 2020 | 20-49                      |
| 2021 | 20-49                      |
| 2022 | 20-49                      |
| 2023 | 50-99                      |

## Modernizacja
10 lutego 2020 roku PKP S.A. podpisały umowę na przebudowę dworca w Jabłoni Kościelnej za kwotę 3,7 mln zł. W jej ramach budynkowi ma zostać przywrócony historyczny wygląd. Zakończenie prac przewidziano na I kwartał 2021 roku.
26 czerwca 2020 roku PKP Polskie Linie Kolejowe podpisały umowę na modernizację odcinka linii kolejowej nr 6 Czyżew – Białystok prowadzoną w ramach projektu Rail Baltica. Prace mają potrwać do 2023 roku. W związku z ograniczoną przepustowością linii kolejowej spowodowanej modernizacją od 30 sierpnia 2020 r. niektóre pociągi osobowe Polregio zostały zastąpione autobusową komunikacją zastępczą, której pojazdy zatrzymują się w centrum Jabłoni Kościelnej w pobliżu boiska "Orlik" w odległości ok. 1,4 km od przystanku kolejowego.

## Galeria

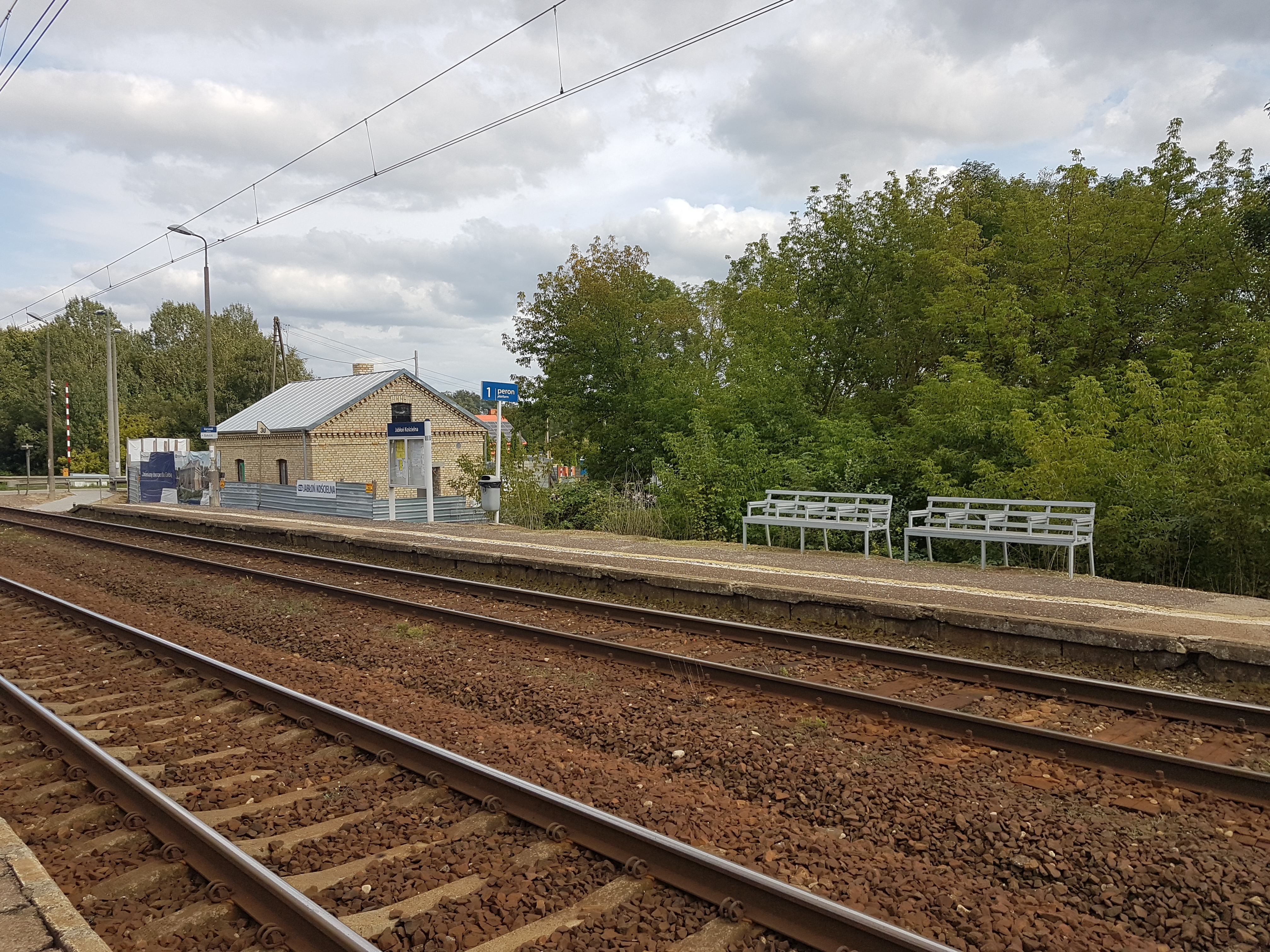
Peron 1 (2020)
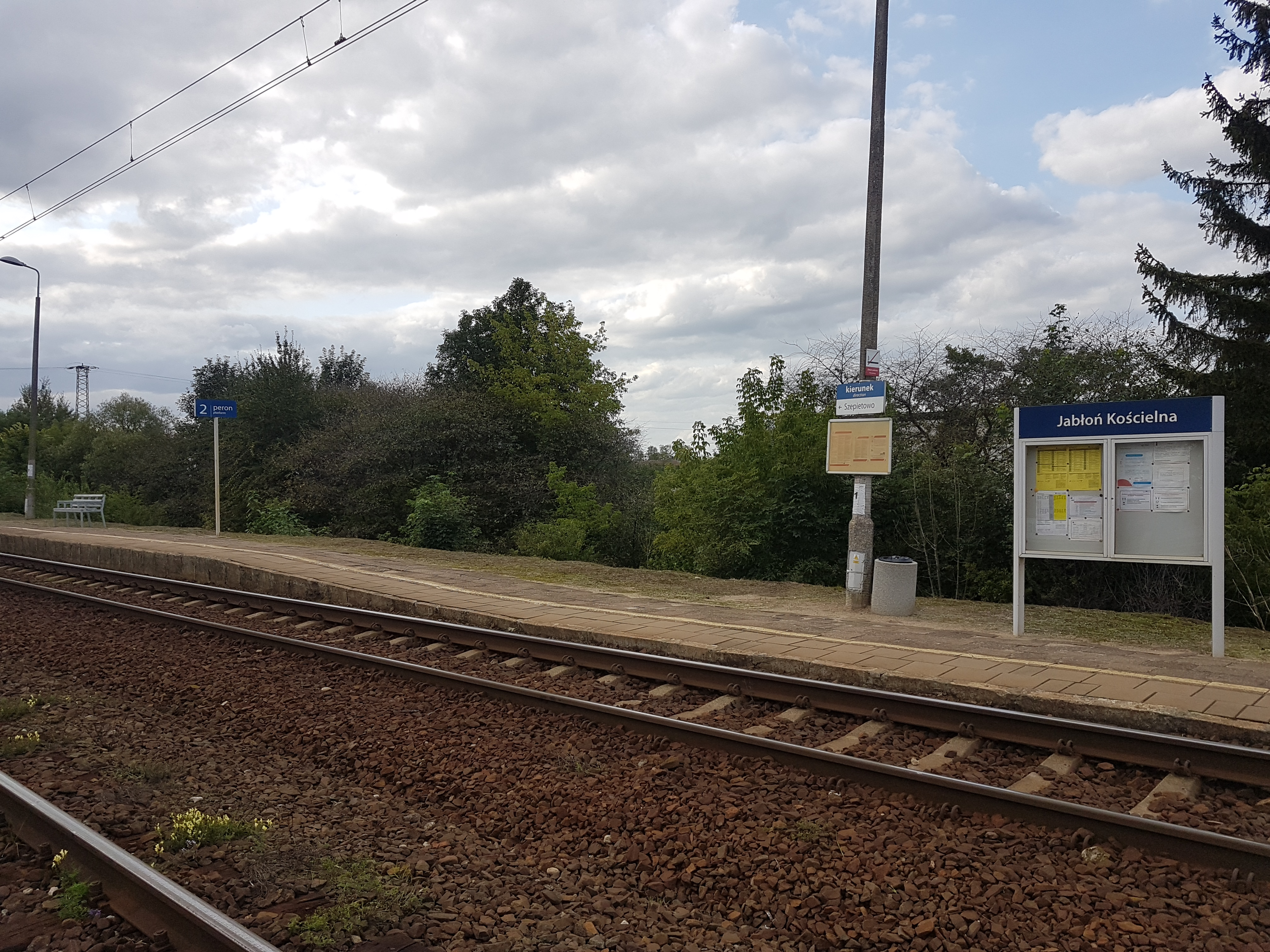
Peron 2 (2020)
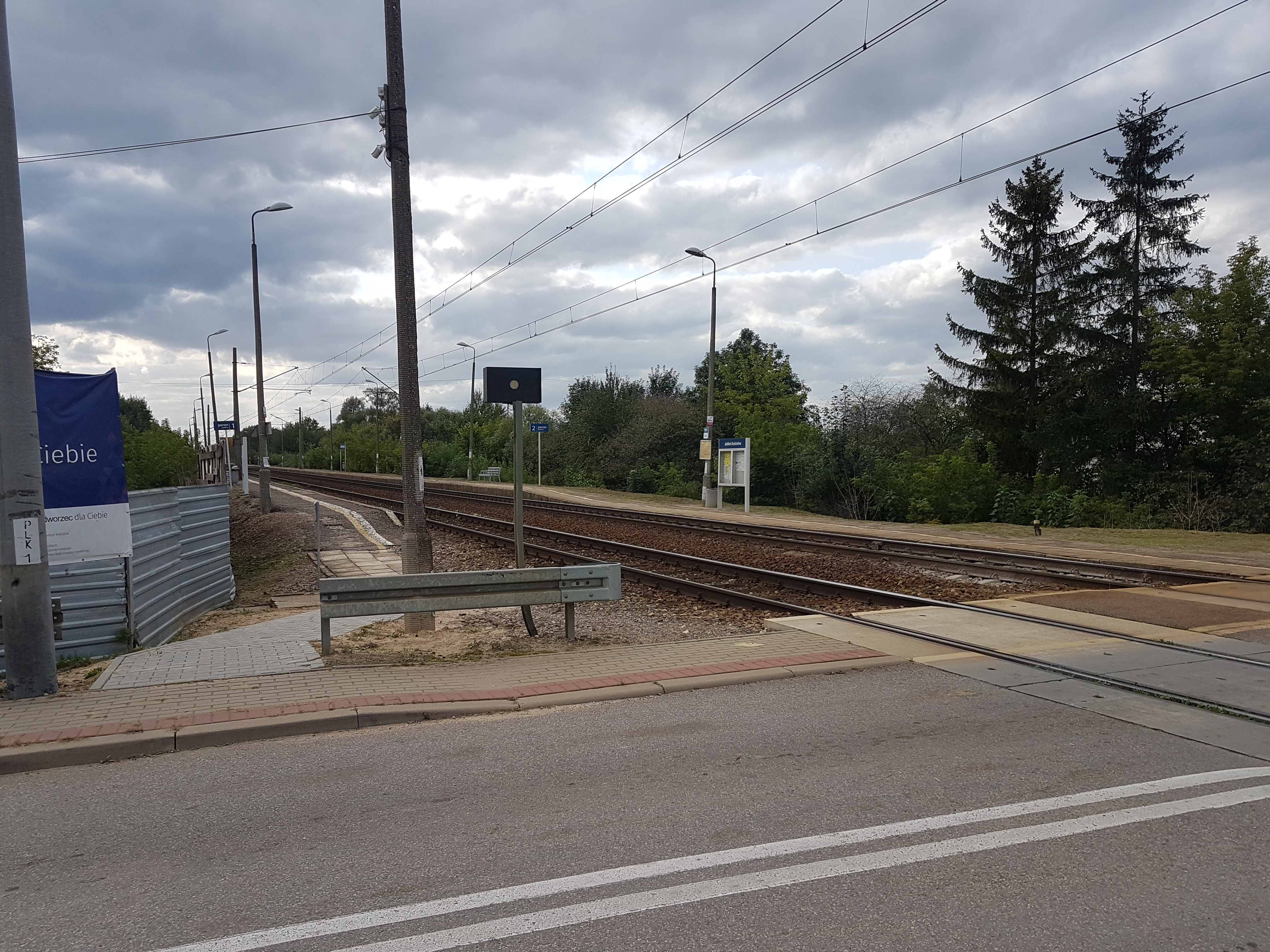
Dojście do peronów z przejazdu kolejowo-drogowego (2020)
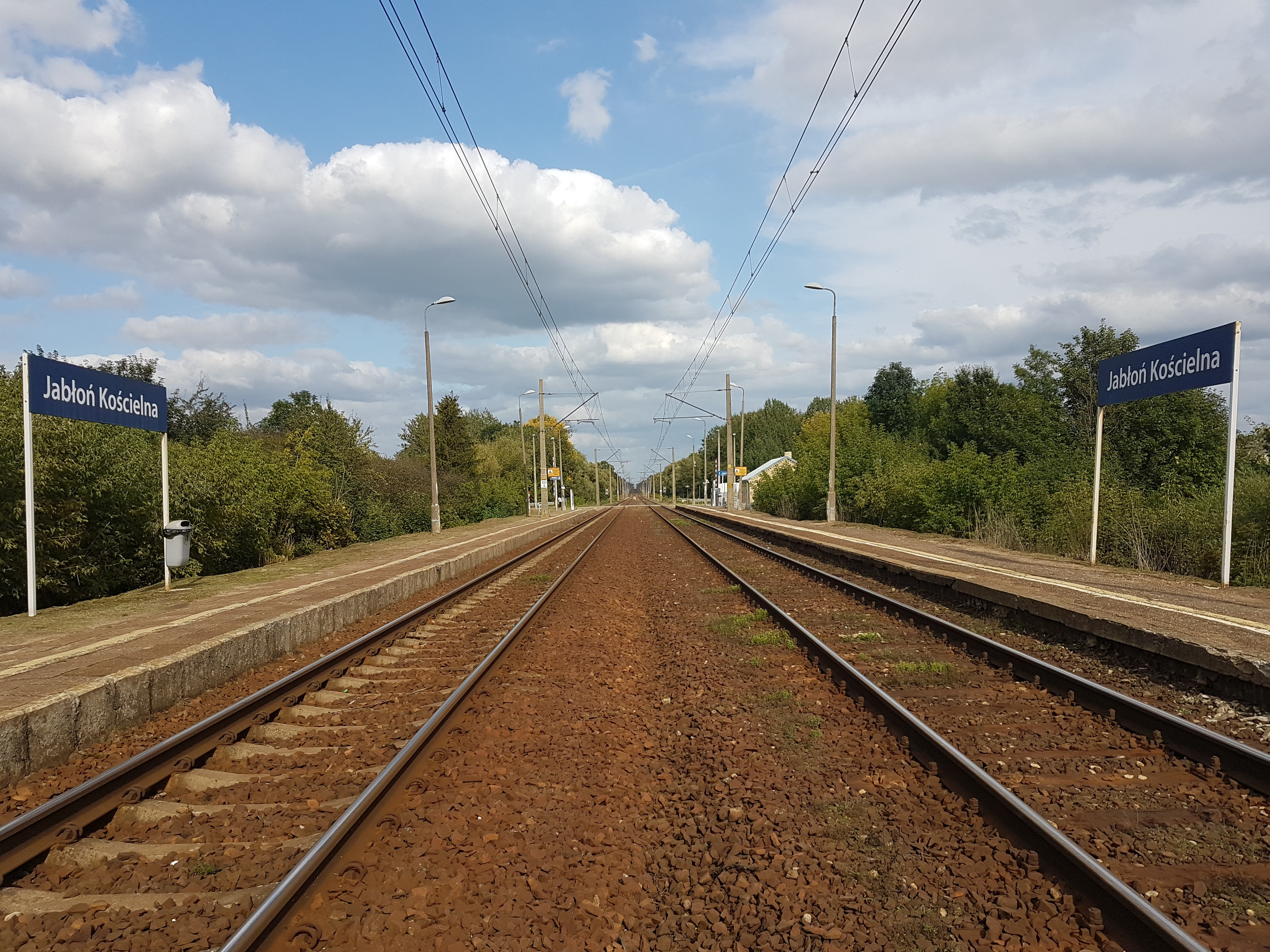
Widok ogólny (2020)
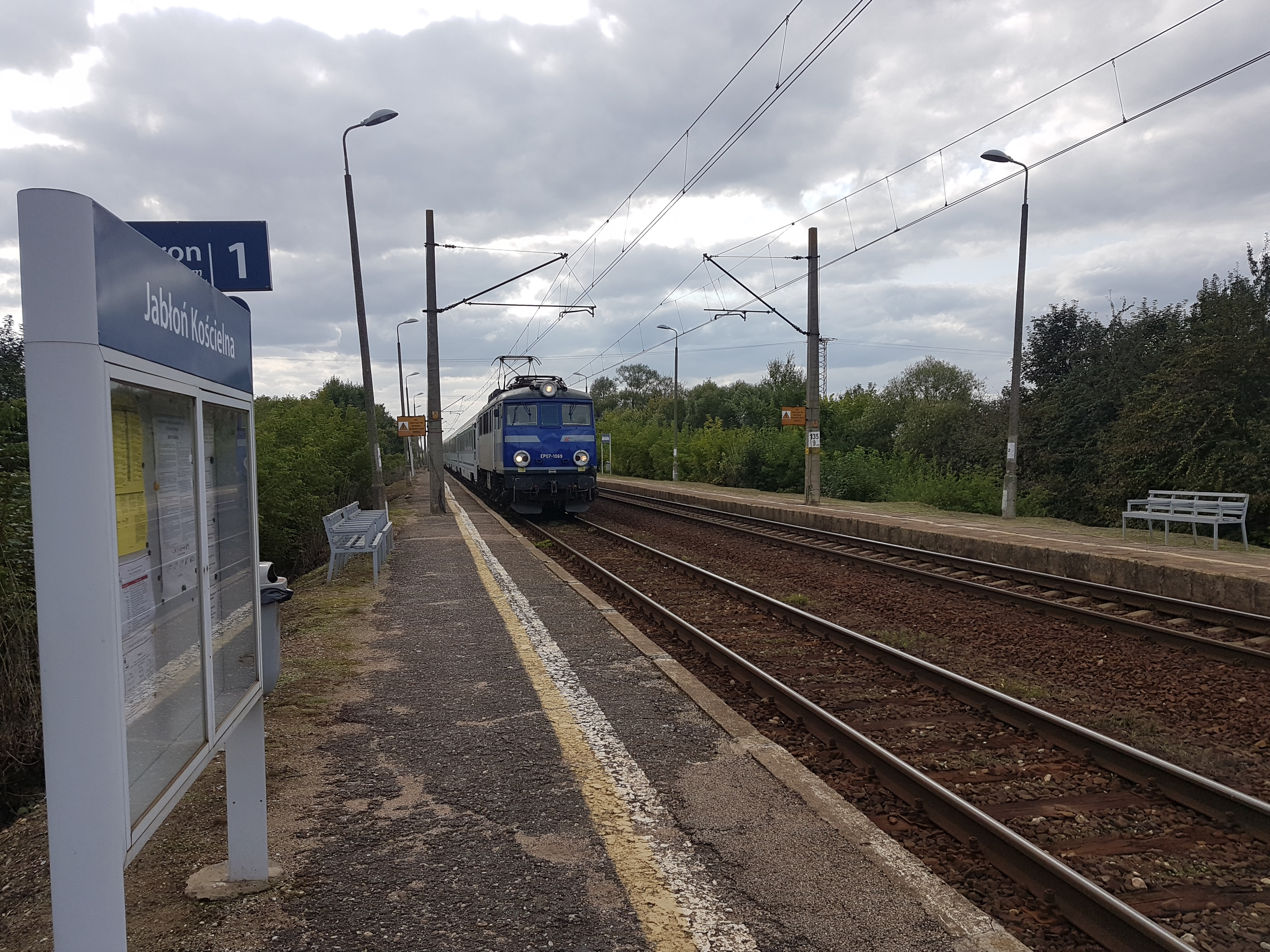
Przejazd pociągu IC Zamenhof relacji Warszawa Zachodnia – Białystok (2020)